# 체르노젬

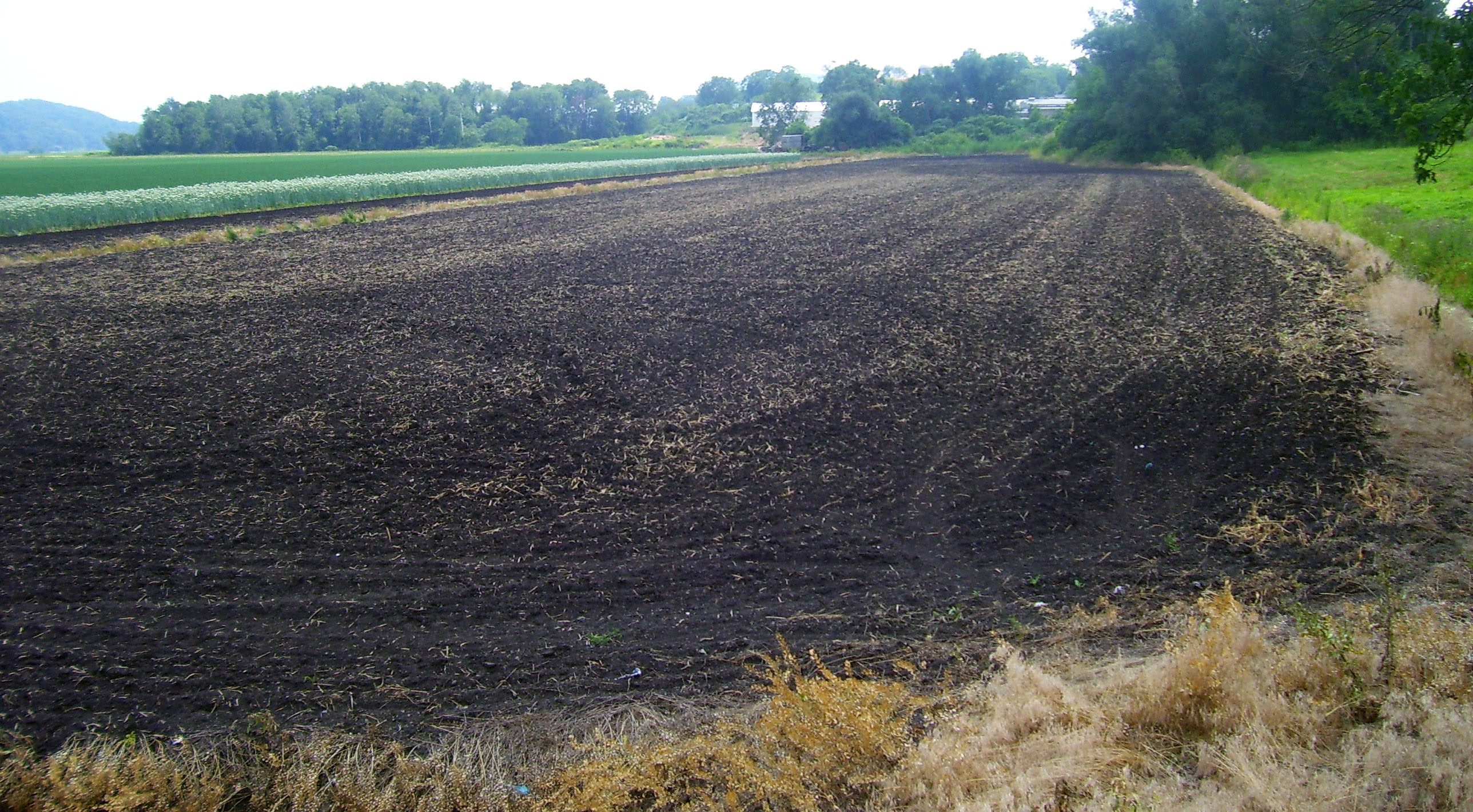
체르노젬

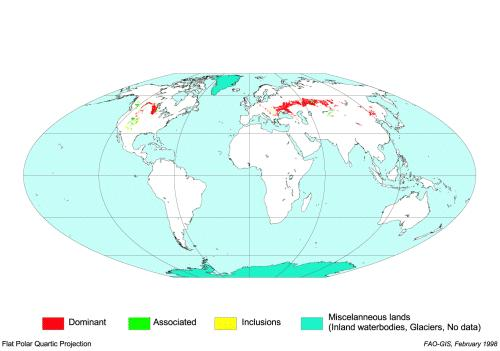
체르노젬 지대 분포

체르노젬(우크라이나어: Чорнозем 초르노좀[*], 러시아어: Чернозём 체르노좀[*], 영어: Chernozem 체르노젬[*])은 기름진 검은색 흙을 가리키는 용어이다. 흑토(黑土)라고 부르기도 한다.
인산, 인, 암모니아가 결합하면서 형성된 부식토이기 때문에 검은색을 띤다. 농업에 적한한 흙이기 때문에 농산물 생산량이 많은 편이다. 크로아티아, 세르비아, 불가리아, 루마니아, 몰도바, 우크라이나, 러시아에 걸쳐 있는 유라시아 스텝, 캐나다, 미국에 걸쳐있는 그레이트플레인스가 유명한 초르노젬 지대이다.

## 같이 보기
- 롬 (토양)